# Ignacio Vallarta

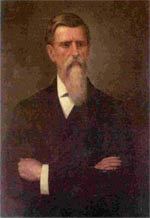
Porträt

Ignacio Luis Vallarta Ogazón (* 25. August 1830 in Guadalajara, Jalisco; † 31. Dezember 1893 in Mexiko-Stadt) war ein mexikanischer Rechtsanwalt und Politiker, der von 1871 bis 1875 Gouverneur des Bundesstaates Jalisco war und als der bedeutendste Politiker dieses Bundesstaates im 19. Jahrhundert gilt.

## Leben
1848 machte Vallarta seinen Bachelor-Abschluss in Philosophie und studierte anschließend Jura, das er im Dezember 1854 erfolgreich abschloss.
Als Anwalt widmete er sich in erster Linie der Verteidigung der Armen und er schloss sich der Ayutla-Revolution an, die die Absetzung des langjährigen und autoritär regierenden Präsidenten Santa Anna zum Ziel hatte und erreichte.
1856 wurde Vallarta als Abgeordneter für Jalisco in den Verfassungsgebenden Kongress gewählt und zwei Jahre später von seinem Onkel Pedro Ogazón, der zu jener Zeit Gouverneur von Jalisco war, zum Regierungssekretär ernannt.
1866 hielt Vallarta im Rahmen der Feierlichkeiten zum Cinco de Mayo eine Rede, in der er sich gegen jegliche Begnadigung der Imperialisten aussprach. Während er sich in früheren Reden stets gegen die Todesstrafe ausgesprochen hatte, in der er einen Verstoß gegen die Menschlichkeit sah, hielt er diese jetzt für angebracht und erklärte den Unterschied zwischen Kriminalität (für die er die Todesstrafe weiterhin ablehnte) und Verrat, für die er die Todesstrafe forderte.
Nach seiner vierjährigen Amtszeit als Gouverneur von Jalisco von 1871 bis 1875 war Vallarta von Mai 1878 bis November 1882 Vorsitzender des Obersten Gerichtshofs der Nation.
Am letzten Tag des Jahres 1893 starb Vallarta in Mexiko-Stadt an Typhus und wurde in der Rotonda de los Hombres Ilustres im Panteón Civil de Dolores beigesetzt.
Ihm zu Ehren wurde das größte Seebad von Jalisco (Puerto Vallarta) und eine der Hauptverkehrsachsen von Guadalajara, die unter anderem die Glorieta La Minerva kreuzt, benannt.